# Bodenkirchen
Bodenkirchen es un municipio situado en el distrito de Landshut, en el estado federado de Baviera (Alemania), con una población a finales de 2016 de unos 5293 habitantes.
Se encuentra ubicado en el centro del estado, en la región de Baja Baviera, cerca de la orilla del río Isar —un afluente derecho del Danubio—.